# انجمن سم‌شناسی و مسمومیت‌های ایران
انجمن سم‌شناسی و مسمومیت‌های ایران یک انجمن علمی در حوزهٔ سم‌شناسی و علوم آزمایشگاهی است. این انجمن در سال ۱۳۶۹ تأسیس شد. این انجمن تاکنون چندین همایش علمی با موضوع سم‌شناسی برگزار نموده‌است.